# Curtitoma incisula
Curtitoma incisula is een slakkensoort uit de familie van de Mangeliidae. De wetenschappelijke naam van de soort is voor het eerst geldig gepubliceerd in 1882 door Verrill.